# Łagiewniki A
Łagiewniki A (także Łagiewniki A Las) – dawna podłódzka miejscowość folwarczna, od 1946 w północnej części Łodzi, w dzielnicy Bałuty. Administracyjnie wchodzi w skład osiedla Łagiewniki. Leży pośrodku Lasu Łagiewnickiego, przy ulicy Wycieczkowej. Znajduje się tu Centrum Zarządzania Łódzkim Szlakiem Konnym, siedziba Zespołu Parków Krajobrazowych Województwa Łódzkiego oraz Ośrodek Rehabilitacji Dzikich Zwierząt Leśnictwa Miejskiego Łódź.

## Historia
Łagiewniki A to dawny folwark, od 1867 w gminie Łagiewniki w powiecie łódzkim. W okresie międzywojennym należał do powiatu łódzkiego w woj. łódzkim. W 1921 roku liczba mieszkańców wynosiła 41. 1 września 1933 wszedł w skład nowo utworzonej gromady (sołectwa) Łagiewniki Klasztor w granicach gminy Łagiewniki, składającej się z klasztoru Łagiewniki, folwarku i osady Łagiewniki oraz folwarku Łagiewniki A Las. Podczas II wojny światowej włączony do III Rzeszy.
Po wojnie folwark Łagiewniki A powrócił na krótko do powiatu łódzkiego woj. łódzkim, lecz już 13 lutego 1946 włączono go do Łodzi.